# Durward S. Wilson
Durward Saunders Wilson (* 2. Juli 1886 in Greenville, Pitt County, North Carolina; † 20. Januar 1970 in Washington, D.C.) war ein Generalmajor der United States Army. Er war unter anderem Kommandeur der 6. und der 24. Infanteriedivision.
In den Jahren 1906 bis 1910 durchlief er die United States Military Academy in West Point. Nach seiner Graduation wurde er als Leutnant der Infanterie zugeteilt. In der Armee durchlief er anschließend alle Offiziersränge vom Leutnant bis zum Zwei-Sterne-General.
In seinen jüngeren Jahren absolvierte er den für Offiziere in den niederen Rangstufen üblichen Dienst in verschiedenen Einheiten und Standorten. Über seine Aktivitäten zur Zeit des Ersten Weltkrieges ist nichts überliefert. In den Jahren 1920 und 1921 war er als Major auf den Philippinen stationiert. Die Zeit seiner Verwendungen im mittleren und höheren Offiziersbereich begann mit seiner Beförderung zum Oberstleutnant am 1. November 1934.
In der Folge gehörte er dem Stab der 16. Infanteriebrigade an. Danach war er bis zum August 1938 Stabsoffizier bei der Washington Provision Brigade. Anschließend war er bis August 1940 Stabsmitglied und Abteilungsleiter der Infantry School. Es folgte eine einmonatige Versetzung nach Hawaii, wo er das 19. Infanterieregiment kommandierte. Zwischen Oktober 1940 und September 1941 kommandierte er inzwischen als Brigadegeneral die 21. Infanteriebrigade.
Im Oktober 1941 erhielt er das Kommando über die gerade neu aufgestellte 24. Infanteriedivision auf Hawaii. Dieses Kommando behielt er bis zum August 1942, als Frederick Augustus Irving seine Nachfolge antrat. In diese Zeit fiel der amerikanische Eintritt in den Zweiten Weltkrieg. Infolge des japanischen Angriffs auf Pearl Harbor am 7. Dezember 1941 war die Division als einer der ersten amerikanischen Verbände in Kampfhandlungen des Zweiten Weltkriegs verwickelt. Nach diesem Kommando erhielt Wilson für etwa zwei Monate den Oberbefehl über die 6. Infanteriedivision, die damals aber noch nicht aktiv am Kriegsgeschehen teilnahm.
Zwischen November 1942 und Mai 1944 kommandierte Wilson das Infantry Replacement Training Center in South Carolina. Auch danach verblieb er in den Vereinigten Staaten. Bis Juni 1945 hatte er den Oberbefehl über den süd-östlichen Bereich des amerikanischen Verteidigungskommandos Ost (Commanding General South-East Sector, Eastern Defense Command). Danach war er für kurze Zeit stellvertretender Kommandeur der 2. Armee. Von Juli 1945 bis zu seiner Pensionierung am 31. Januar 1946 gehörte Wilson dem Stab des Hauptquartiers der Army Ground Forces an. Er starb am 20. Januar 1970.